# Схема принуждения Бидермана
Схема принуждения Бидермана, также называемая Принципами Бидермана — представляет собой таблицу, разработанную социологом Альбертом Бидерманом в 1957 году, иллюстрирующую методы китайских и корейских пыток американских военнопленных времён корейской войны. В таблице, в хронологическом порядке перечислены восемь основных методов пыток, которые психологически сломят человека.
Несмотря на первоначальное применение таблицы в рамках Холодной войны, Amnesty International заявила, что Таблица принуждения содержит «универсальные инструменты пыток и принуждения». В начале 2000-х годов эта таблица использовалась американскими следователями в лагере содержания под стражей в Гуантанамо. Она также применялась к психологическому насилию, прибегаемому лицами, совершающими насилие в семье.

## Методы принуждения
Таблица включает следующие методы принуждения:
- Изоляция
- Монополизация восприятия — именно фиксация всего внимания на непосредственном затруднительном положении
- Вызванное ослабление сил и истощение
- Угрозы
- Случайные послабления
- Демонстрация «всемогущества» и «всеведения»
- Деградация
- Обеспечение выполнения тривиальных требований

## Последующее использование термина
Схема принуждения использовалась американскими следователями для управления лагерем заключения в Гуантанамо в начале 2000-х годов.
В отчёте 1973 года о пытках Amnesty International заявила, что схема принуждения Бидермана содержит «универсальные инструменты пыток и принуждения».
В 2002 году американские военные инструкторы провели целый учебный курс для дознавателей из лагеря временного содержания в заливе Гуантанамо на основе схемы Бидермана. Документы, представленные следователям Конгресса в 2008 году, раскрывали методы допроса в лагере; New York Times первой признала, что методы почти дословно повторяли те, что содержатся в таблице Бидермана.
Схема принуждения Бидермана также применялась к насилию в семье, при этом многие отмечали, что психологические методы, используемые партнёрами, совершающими насилие, почти идентичны приведённым в таблице.